# 孤岛惊魂 (2008年电影)
《孤岛惊魂》（英語：Far Cry）是一部2008年德國和加拿大合拍的動作片，輕度改编自Crytek和育碧的同名电子游戏。電影由烏維·鮑爾執導，蒂尔·施魏格尔主演。
《孤岛惊魂》2008年10月2日在德國上映，2009年11月24日在加拿大採DVD首映發行。本片成為票房毒藥，像鮑爾的其他電影一樣在評價上令人失望。

## 劇情
在夜間的偏遠叢林中，一支僱傭兵小隊正在追捕幾名逃跑的測試對象，結果卻被一名變種戰士屠殺。變種戰士的帶頭研究者克里格博士對這成果滿意，但傭兵隊長帕克和同夥麥斯·卡迪納爾對此不滿。美國記者兼麥斯的姪女瓦勒莉不顧上司保羅的反對，執意調查克里格神秘研究的真相，並僱來了德裔退役特種部隊隊長傑克·卡佛帶自己登上南亞的一座小島。
她向傑克透露，自己的線人是叔叔麥斯，對方曾與傑克一起共事過；但傑克否認認識麥斯。在夜間，瓦勒莉登上島嶼後，遭以切爾諾夫為首的克里格僱傭兵捉住，傑克的船隻被摧毀。倖存的的傑克擊暈了附近的一名守衛，偷了一把槍並救出了瓦勒莉。傑克堅持要兩人離開島嶼，但瓦勒莉拒絕在沒有麥斯的情況下離開。他們劫持了一輛僱傭兵車輛並前往克里格的主要營地，並在此再次被抓獲。傑克和運送食品的艾米利歐被關在一間空牢房裡。傑克和艾米利歐嘗試逃跑，但克里格當著瓦勒莉的面，放出已經變成變種戰士的麥斯去殺死傑克。傑克透過說服，成功讓麥斯甦醒並脫離克里格的控制，麥斯接著開始襲擊克里格放出的兩名變種戰士，同時意外放出更多戰士。
變種戰士們因克里格對他們所做的事情感到憤怒，失控地在基地展開屠殺。在遭受重大傷亡後，帕克認為克里格失心瘋而自行下令撤退，並與傑克聯手逃離了島嶼。但仍忠於克里格的切爾諾夫帶隊殺死了包含帕克在內的叛變傭兵。傑克藉由短暫挾持克里格來要求切爾諾夫放走瓦勒莉，但在雙方放開人質時，克里格下令切爾諾夫朝傑克開槍，導致他受了傷。此時，麥斯現身攻擊切爾諾夫的人馬，即使成功殺死了切爾諾夫，但仍遭她開槍擊中眼部而亡；傑克和瓦勒莉被迫放棄麥斯而逃跑。隨著大批變種戰士襲來，傑克和瓦勒莉順利搭著艾米利歐開來的快艇離開島嶼，拋下了即將被戰士們包圍的克里格。
瓦勒莉原來是中央情報局的臥底探員，但因克里格的事件涉及政府機密而無法公開。傑克與瓦勒莉關係更進一步，並利用保險獲得了一艘新船並讓艾米利歐成為自己的廚師，得以繼續擔任觀光船長。

## 演員
- 蒂尔·施魏格尔飾演傑克·卡佛（Jack Carver）
- 艾曼紐·瓦吉（英语：Emmanuelle Vaugier）飾演瓦勒莉·卡迪納爾（Valerie Cardinal）
- 乌多·基尔飾演盧卡斯·克里格博士（Dr. Lucas Krieger）
- 娜塔莉亞·愛娃隆（英语：Natalia Avelon）飾演卡佳·切爾諾夫（Katja Chernov）
- 克雷格·費布雷斯（英语：Craig Fairbrass）飾演傑森·帕克（Jason Parker）
- 麥可·派瑞飾演保羅·薩默斯（Paul Summers）
- 羅夫·姆勒飾演麥斯·卡迪納爾（Max Cardinal）
- 克里斯·科波拉（英语：Chris Coppola）飾演艾米利歐（Emilio）
- 麥克·多普德飾演領頭
- 唐·S·戴維斯（英语：Don S. Davis）飾演羅德里克將軍（General Roderick）
- 傑伊·布蘭澤（英语：Jay Brazeau）飾演拉爾夫（Ralph）
- 麥可·羅傑斯飾演僱傭兵凱利（Mercenary Kelly）
- 安東尼·波登飾演科學家
- 泰龍·萊佐（英语：Tyron Leitso）飾演手術科學家

## 製作
据称在原作游戏《孤岛惊魂》发售前，乌韦·博尔就从Crytek处获得了本片的授权。在2006年10月的一次采访中，乌韦·博尔表示本片将在2007年5月开始拍摄。